# ANBO-VIII
ANBO-VIII – litewski samolot rozpoznawczo-bombowy z końca lat 30. XX wieku.

## Historia

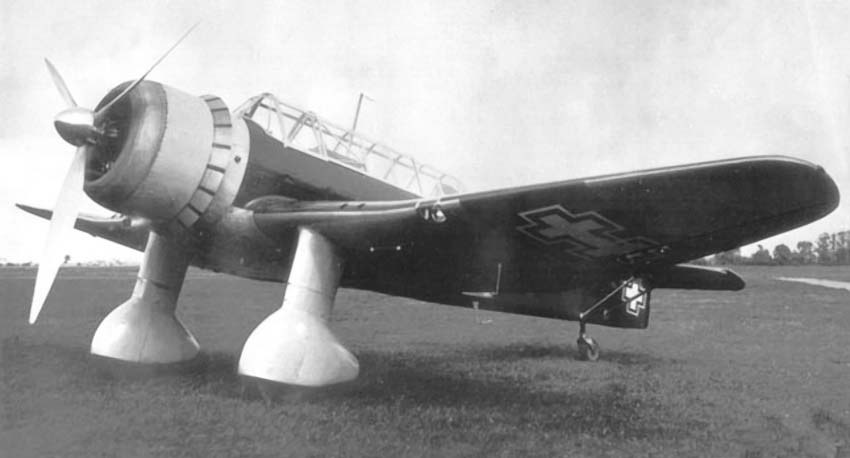
Prototyp ANBO-VIII.

Pod koniec lat 30. w litewskim lotnictwie wojskowym znajdowało się sporo przestarzałych konstrukcji, w tym użytkowane od 1929 roku lekkie bombowce Ansaldo A.120. Zakup myśliwców Gloster Gladiator na przełomie lat 1937/1938 poważnie uszczuplił budżet sił zbrojnych, co uniemożliwiało dalsze zakupy nowych samolotów za granicą. W rezultacie naczelnik lotnictwa gen. bryg. inż. Antanas Gustaitis podjął decyzję o zaprojektowaniu w kraju lekkiego bombowca, mogącego spełniać też rolę samolotu szturmowego. Prace projektowe zaczęto 5 maja 1938 roku, a na czele zespołu konstrukcyjnego stanął sam Gustaitis. W latach 1938–1939 w Warsztatach Lotniczych w Kownie zbudowano prototyp samolotu ANBO-VIII, który wykonał pierwszy lot 5 września 1939 roku. Do 22 listopada prowadzono próby fabryczne i badania techniczne płatowca, co miało na celu wykrycie ewentualnych usterek i niedoskonałości przed rozpoczęciem produkcji seryjnej.
Sytuacja polityczno-militarna, w jakiej znalazła się Litwa na przełomie 1939 i 1940 roku, a zwłaszcza wkroczenie wojsk radzieckich na Litwę 15 czerwca 1940 roku spowodowały wstrzymanie przygotowań do wytwarzania ANBO-VIII. W chwili wkroczenia wojsk radzieckich na Litwę (15 czerwca 1940 roku) samolot przypisany był formalnie do Oddziału Zaopatrzenia. Po proklamowaniu Litewskiej Socjalistycznej Republiki Radzieckiej prototyp ANBO-VIII został zmagazynowany bądź skasowany.

## Opis konstrukcji i dane techniczne
ANBO-VIII był jednosilnikowym, dwumiejscowym dolnopłatem konstrukcji mieszanej, częściowo krytej duralem, a częściowo płótnem. Rozpiętość skrzydeł wynosiła 13,5 metra, a powierzchnia nośna miała wielkość 28,4 m². Długość samolotu wynosiła 9,5 metra. Masa własna płatowca wynosiła 2450 kg, zaś masa całkowita (startowa) 3700 kg. Podwozie klasyczne, stałe.
Napęd stanowił chłodzony powietrzem 9-cylindrowy silnik gwiazdowy Bristol Pegasus XVIII o mocy 743 kW (1010 KM). Prędkość maksymalna wynosiła 411 km/h, zaś prędkość minimalna 113 km/h. Maszyna osiągała pułap 9000 metrów.
Samolot był uzbrojony w cztery stałe karabiny maszynowe zamontowane w skrzydłach i ruchomy karabin maszynowy strzelca pokładowego. Maszyna mogła też przenosić 800 kg bomb: 600 kg w komorze bombowej i po 100 kg pod skrzydłami.

## Podobne konstrukcje
- Polska: PZL.23 Karaś, PZL.46 Sum